# تل حصون راجاسثان
تل حصون راجاسثان بشمال الهند هو موقع تراث عالمي ويشمل :
- حصن القيادة {Jaisalmer Fort}
- حصن الكهرمان {Amber Fort}
- حصن جاجرون {Gagron Fort}
- حصن شيتورغاره {Chittorgarh Fort}
- حصن كومبهالغاره {Kumbhalgarh Fort}
- حصن رانثامبوري {Ranthambore Fort}

بنيت حصون راجاسثان في النطاق الأرافالي وتم بناؤهم بين القرن الخامس والسابع عشر ميلادي

## معرض الصور

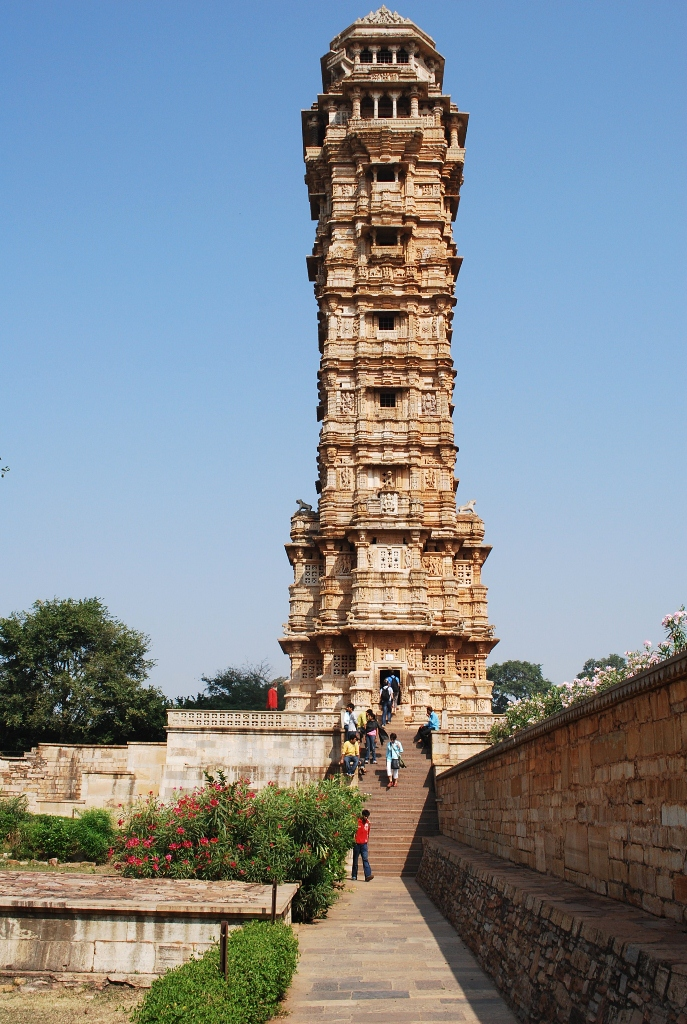
حصن شيتورغاره
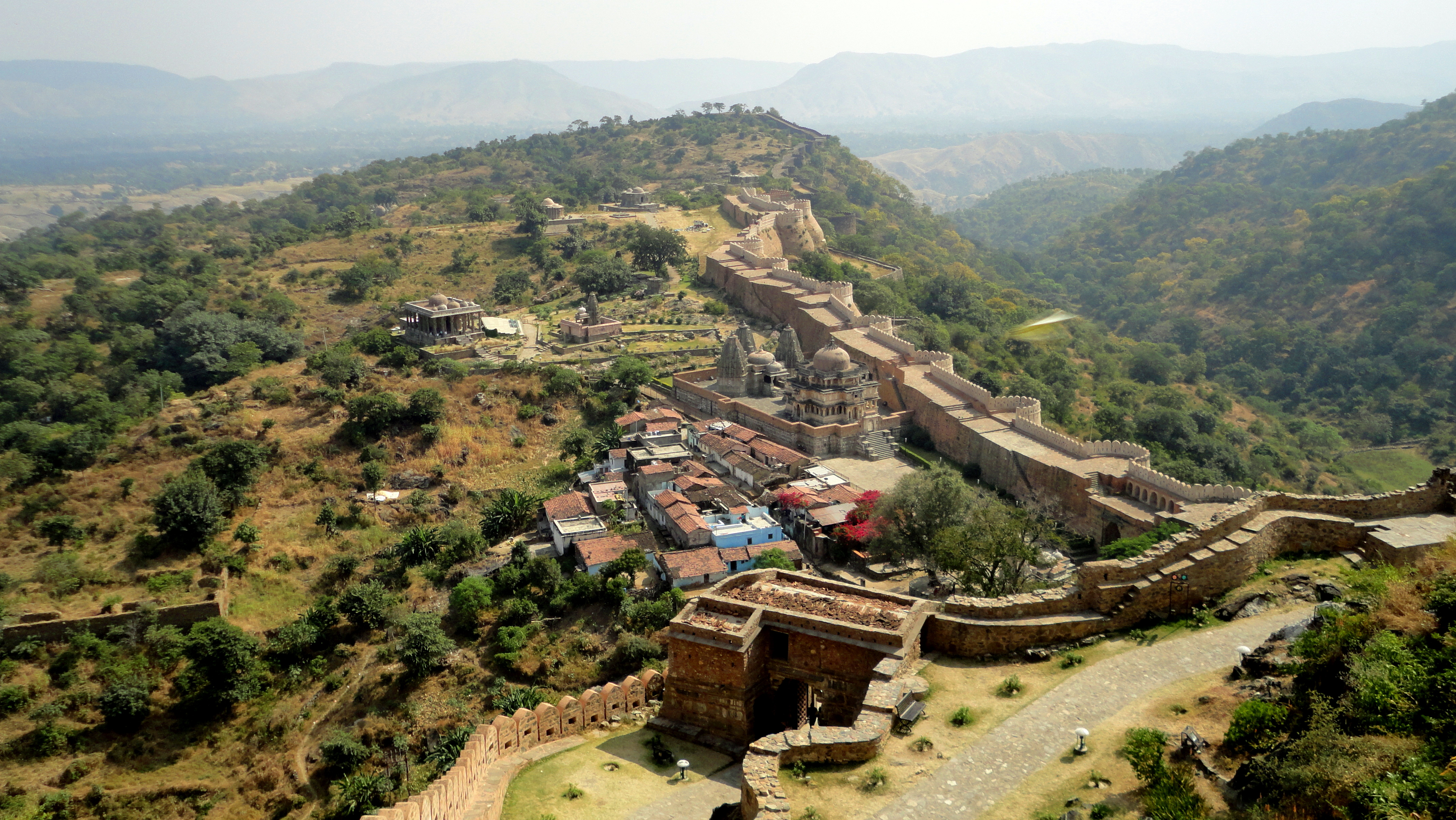
عرض جوي لحصن كومبهالغاره
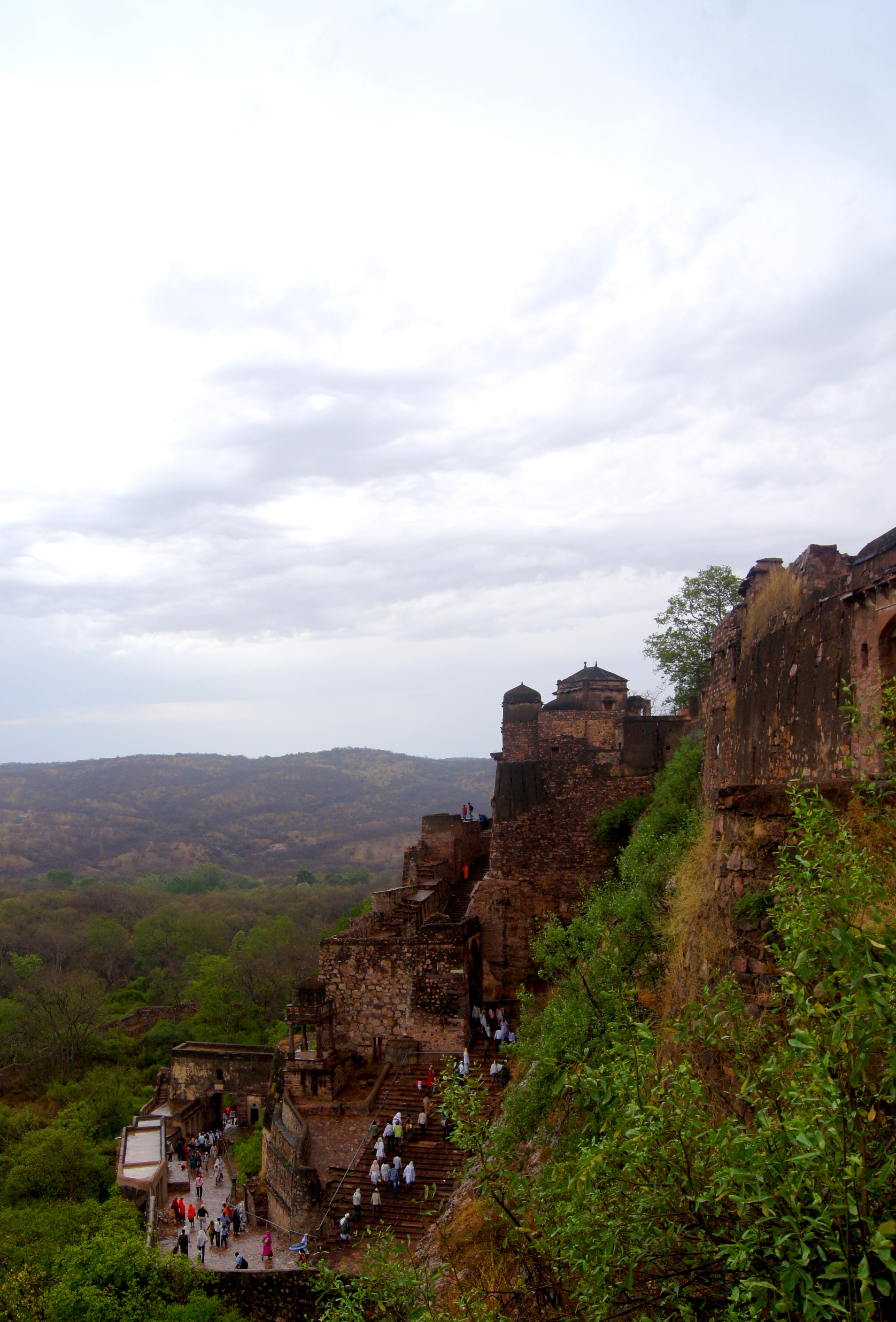
حصن رانثامبوري
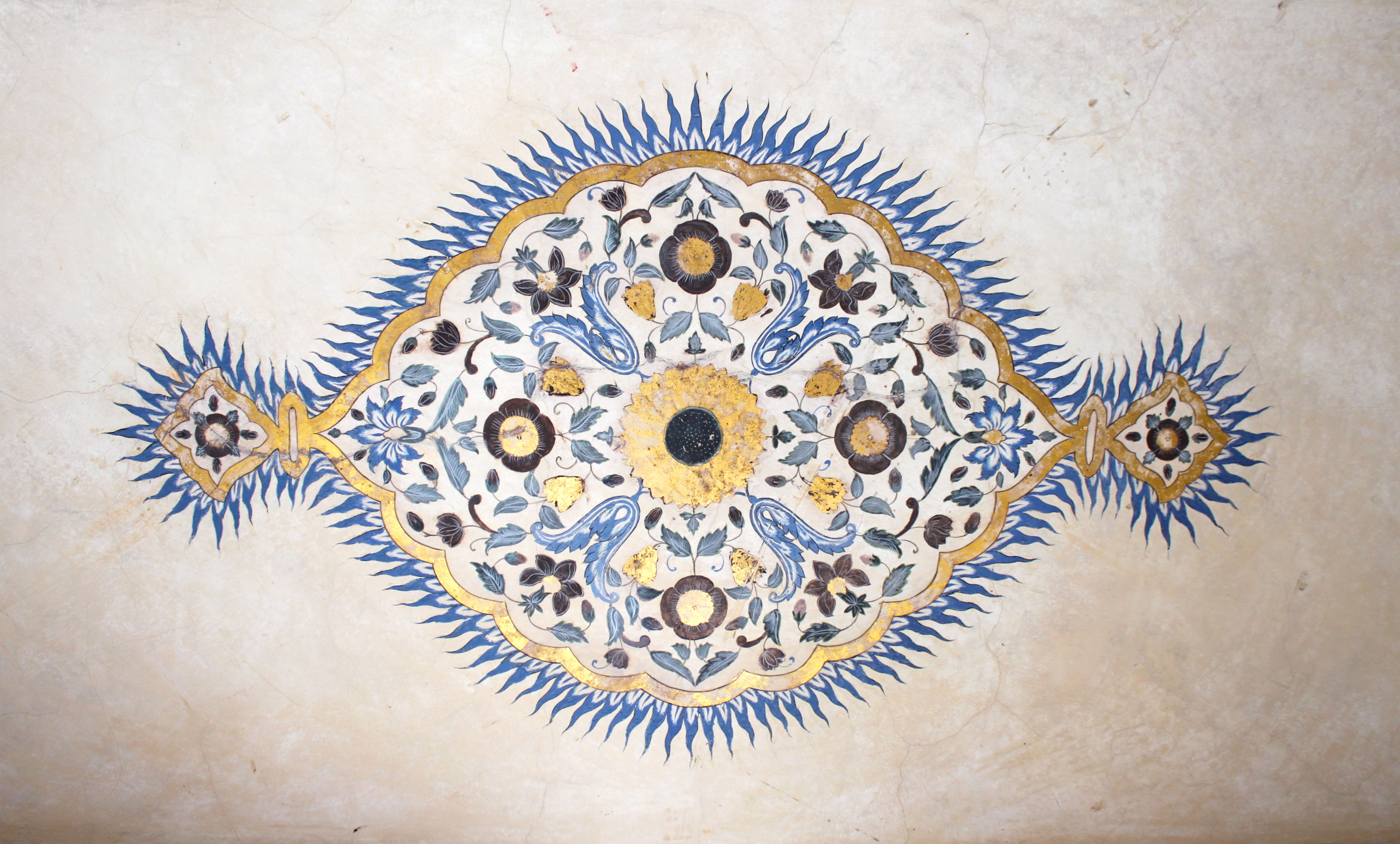
لوحة السقف في حصن الكهرمان
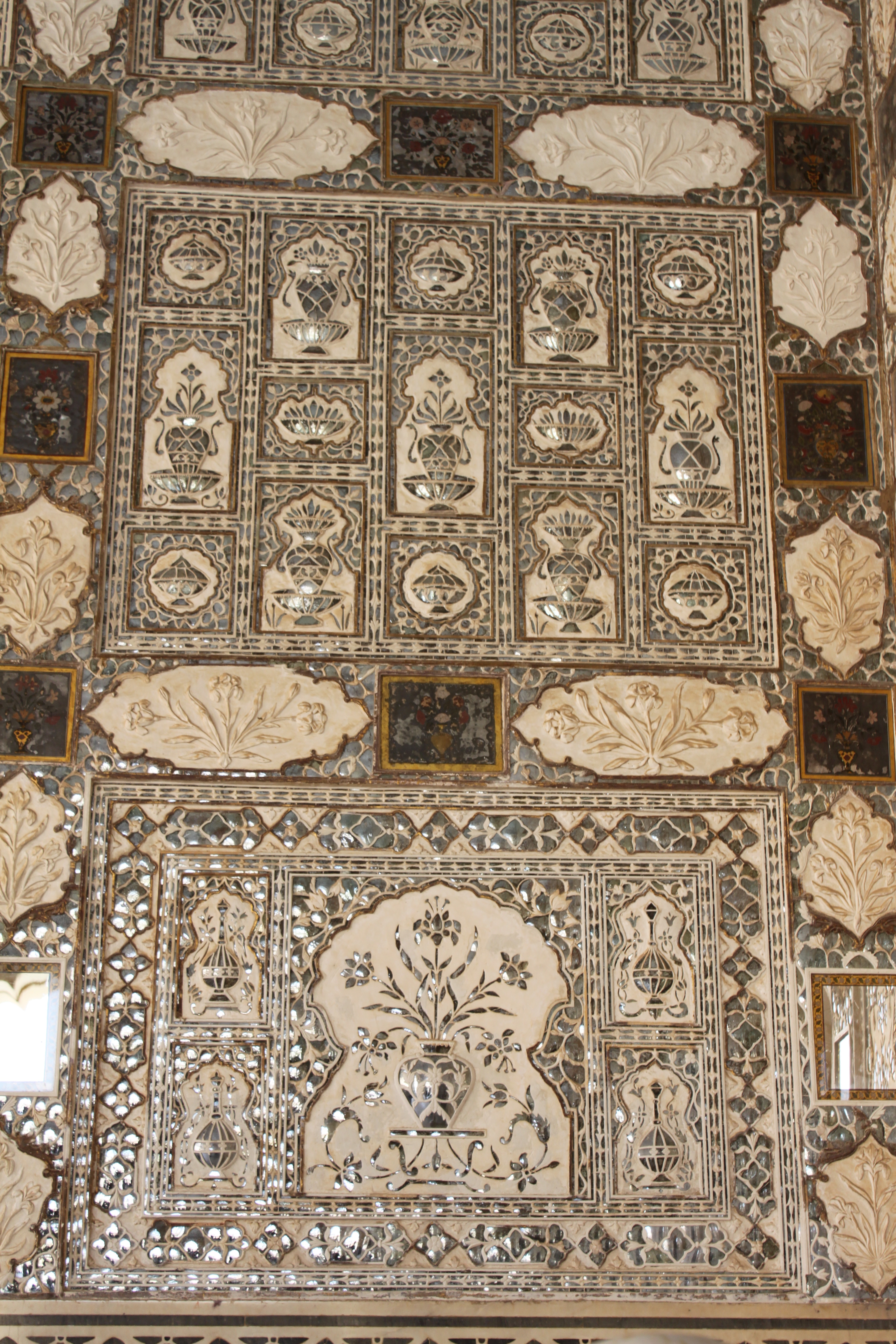
مرآة القصر في حصن الكهرمان
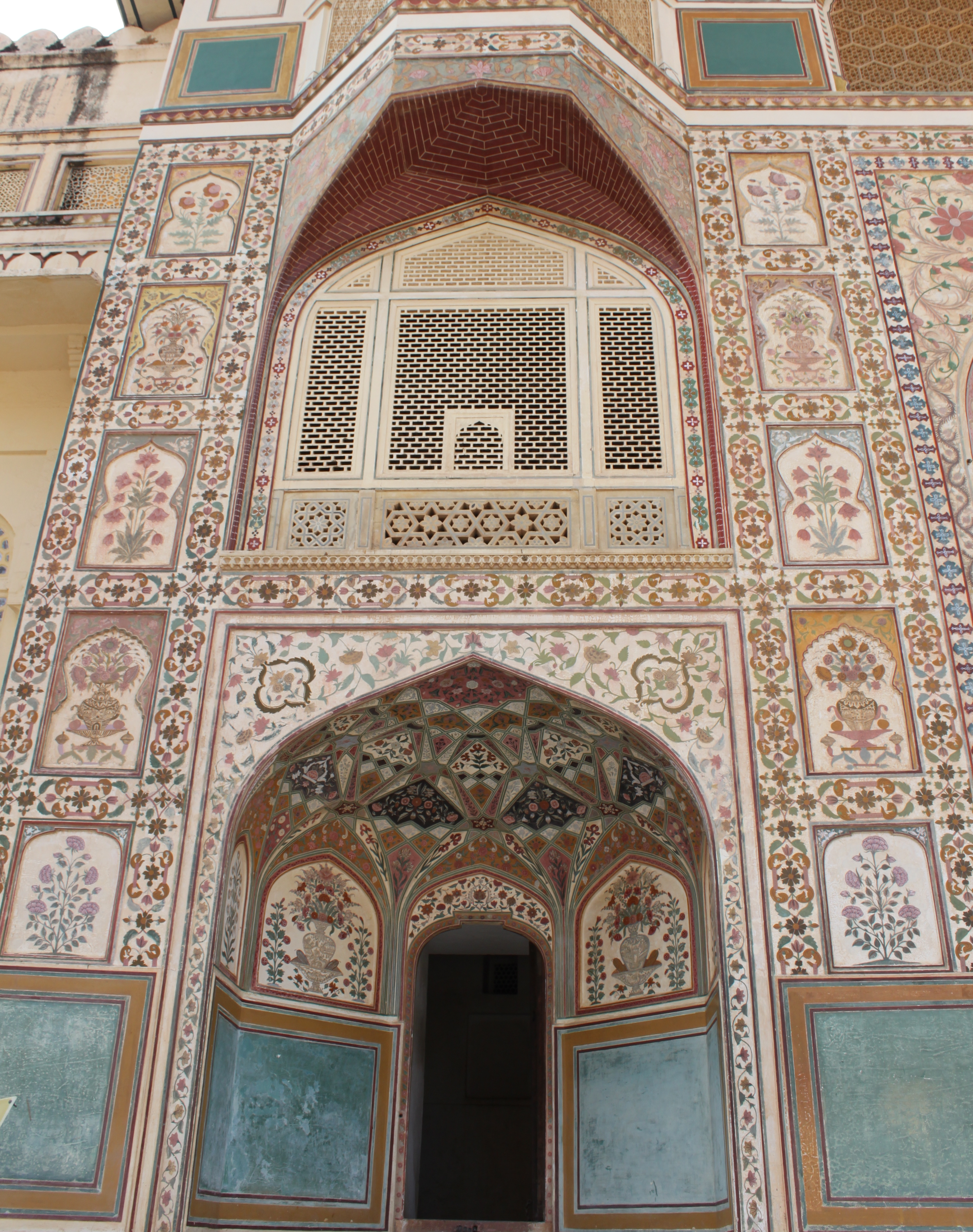
لوحة جانبية في حصن الكهرمان
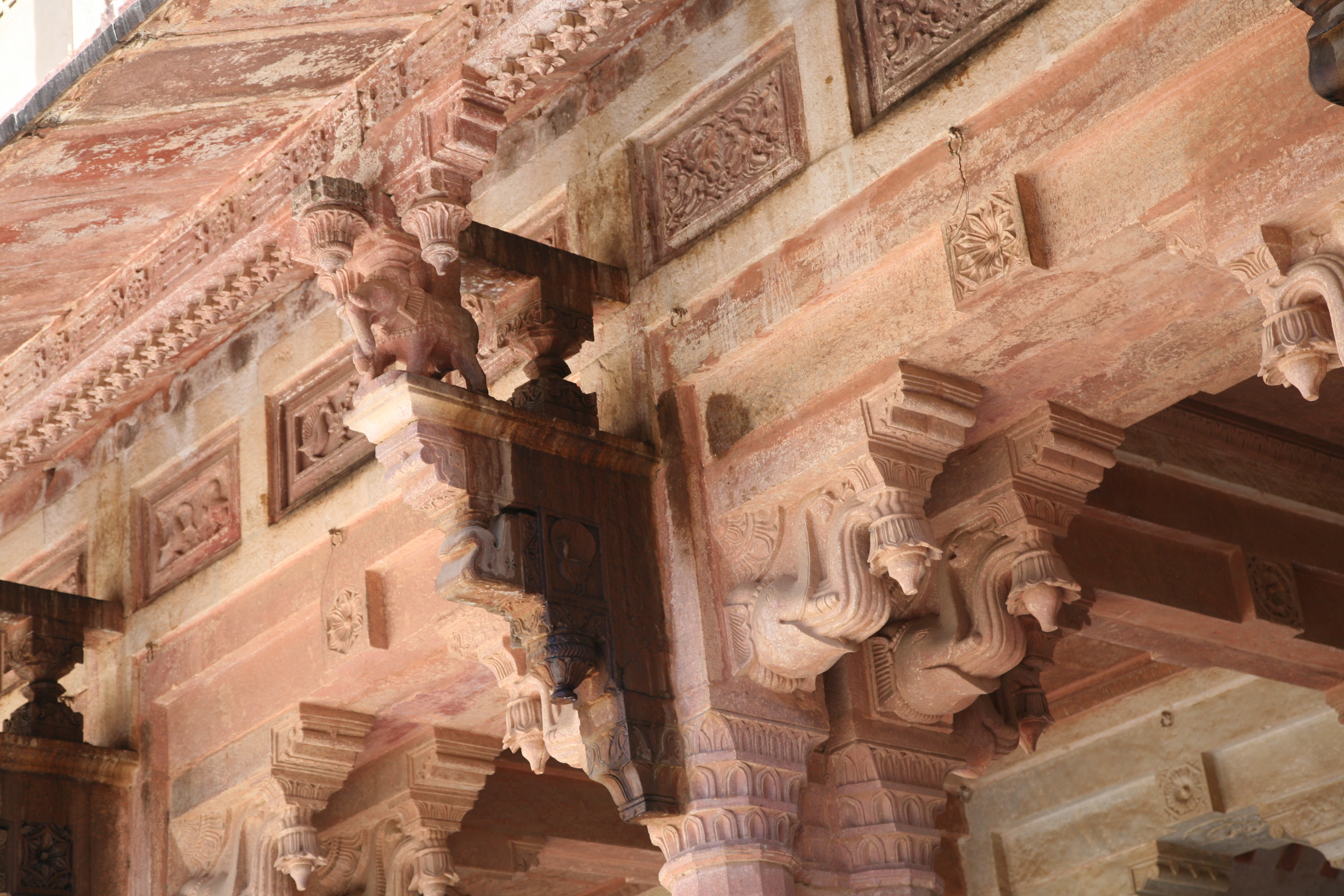
حصن الكهرمان
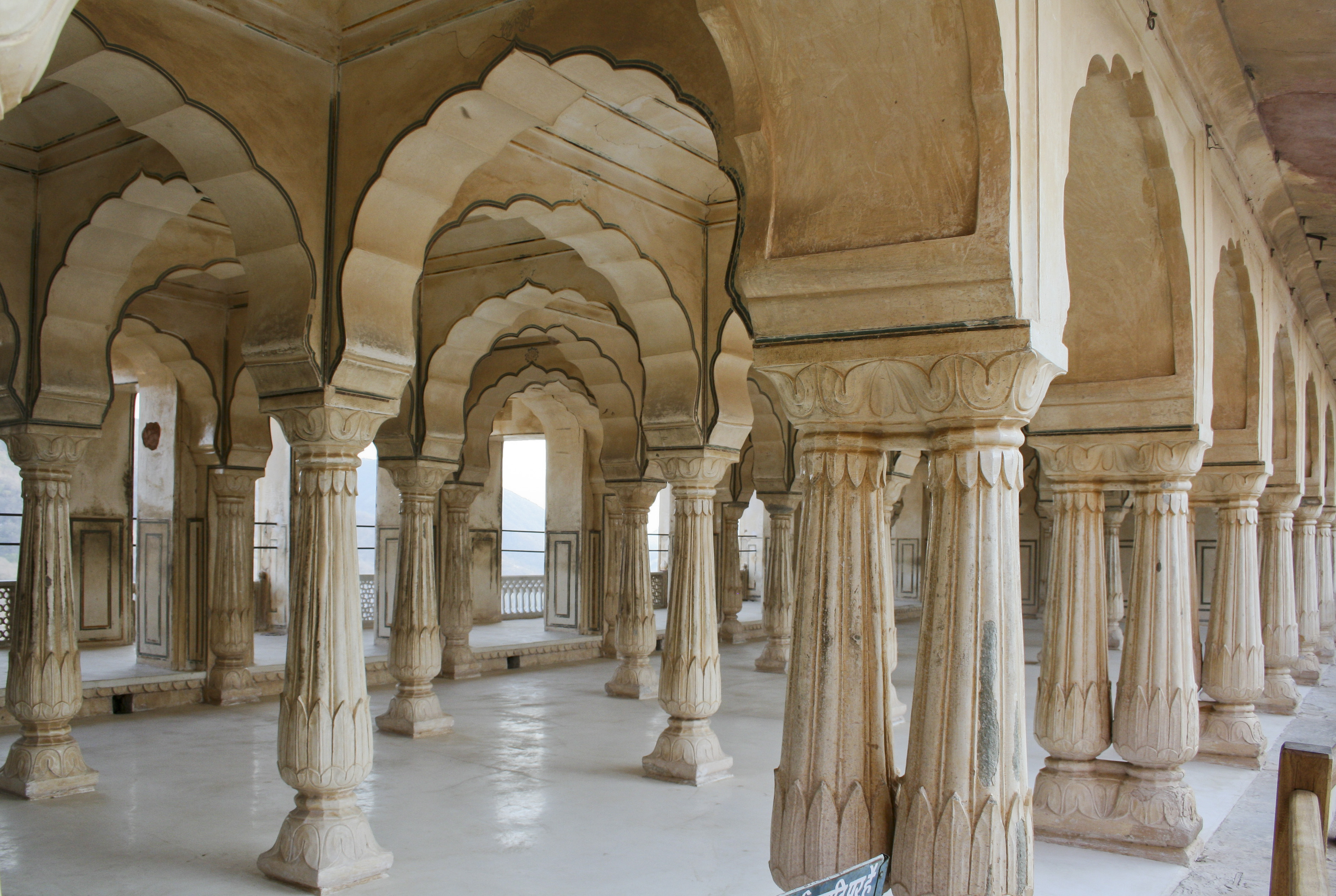
27عمود مقدس في حصن الكهرمان
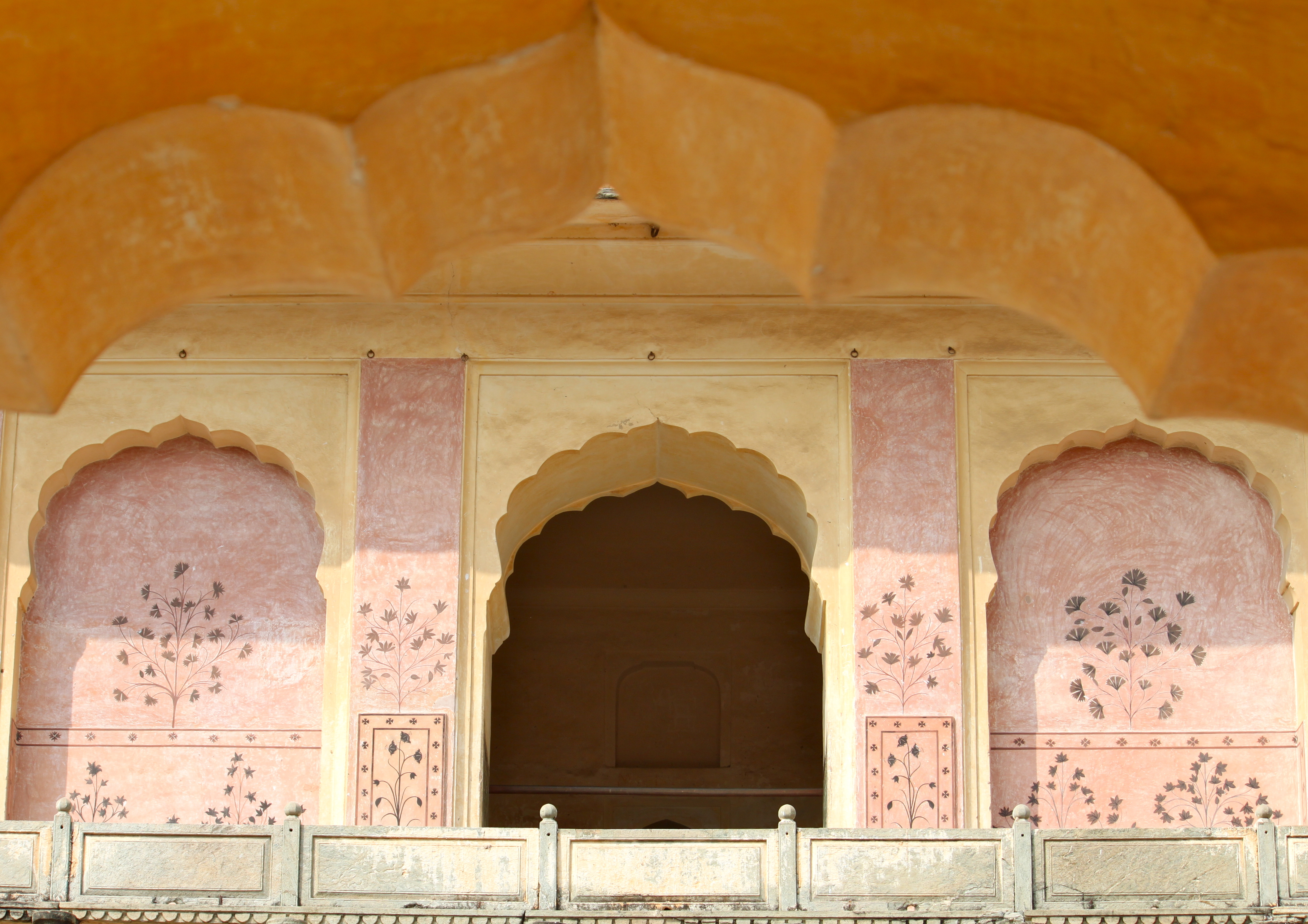
عرض الطابق الثاني حصن الكهرمان
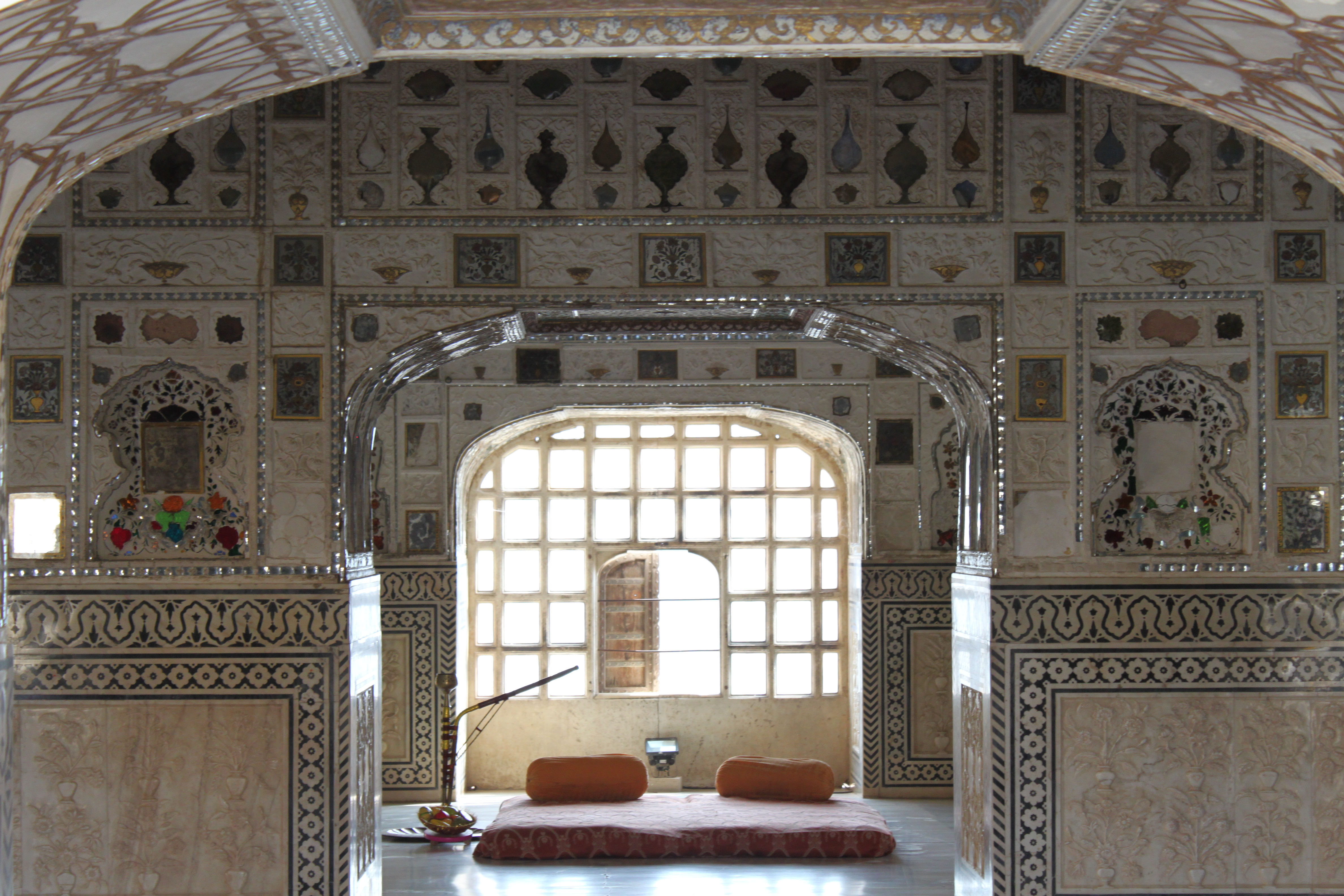
مرآة القصر في حصن الكهرمان
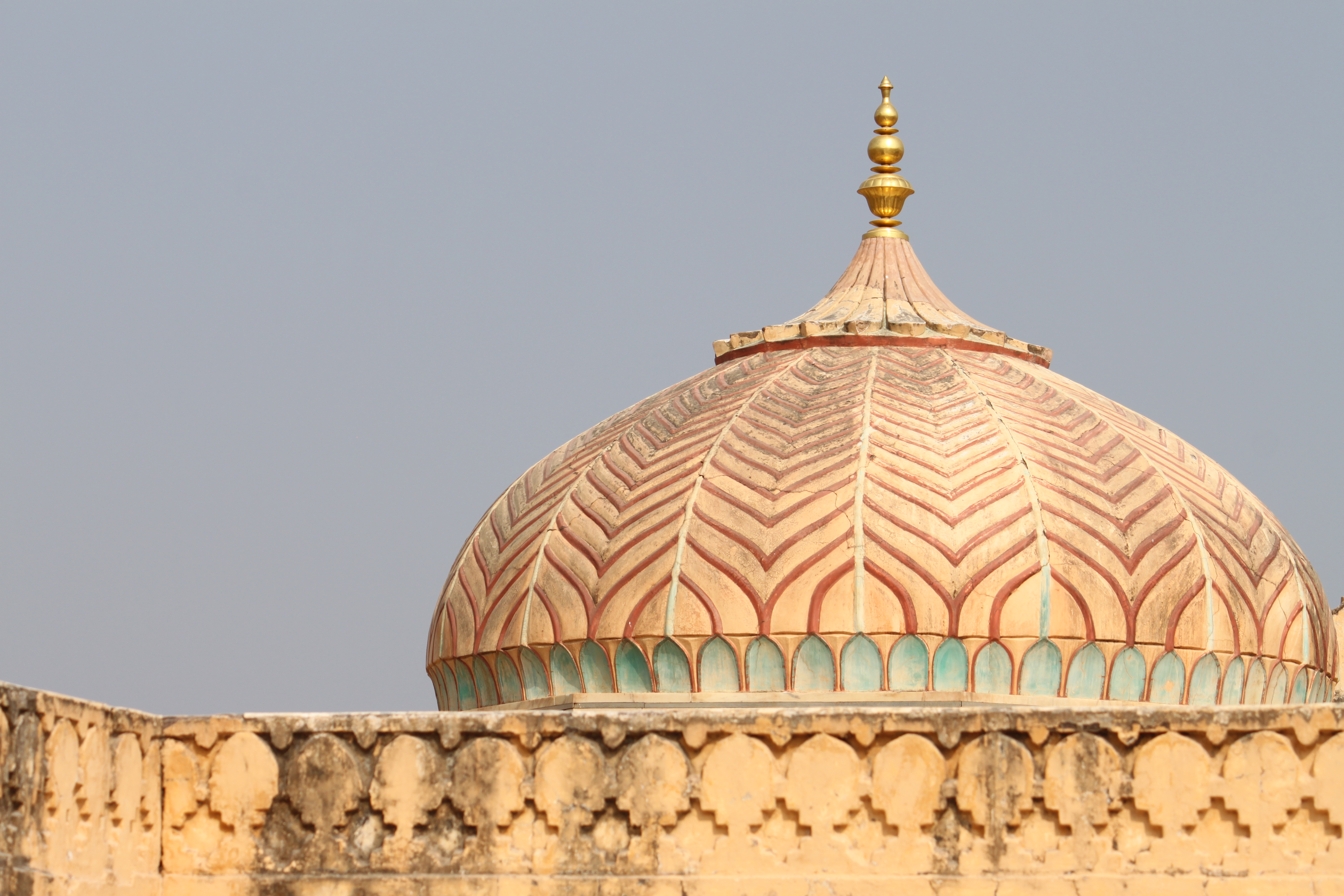
قبة حصن الكهرمان

1. 1 2   http://whc.unesco.org/en/list/247. {{استشهاد ويب}}: |url= بحاجة لعنوان (مساعدة) والوسيط |title= غير موجود أو فارغ (من ويكي بيانات) (مساعدة)